# Kaylene Corbett
Kaylene Corbett (Bloemfontein, 15 giugno 1999) è una nuotatrice sudafricana, specializzata nella rana.

## Carriera
Vanta una medaglia di bronzo mondiale, conquistata nel 2025 a Singapore nei 200 metri rana.

## Palmarès
- Mondiali

Singapore 2025: bronzo nei 200m rana.
- Giochi del Commonwealth

Birmingham 2022: bronzo nei 200m rana.
- Giochi panafricani

Casablanca 2019: oro nei 50m rana, nei 100m rana, nei 200m rana, nella 4x100m misti e nella 4x100m misti mista.
- Campionati africani

Bloemfontein 2016: oro nei 50m rana, nei 100m rana, nei 200m rana e nella 4x100m misti.
- Giochi mondiali universitari

Chengdu 2021: argento nei 100m rana e nei 200m rana.